# Nathalie Sorce
Nathalie Sorce é uma cantora belga natural de  Mornimont. Participou num concurso de talentos "Pour la gloire", onde ela ganhou a categoria de solistas femininas devido à sua interpretação da canção gospel "Amazing Grace." Ela gravou depois  o seu primeiro álbum intitulado  "Wonderful grace". Em 2000, Sorce representou a Bélgica com a canção "Envie de vivre", recebendo apenas 2 pontos, terminando em último lugar.